# Albatros L 100
L'Albatros L 100 fu un aereo da competizione monomotore ad ala bassa a semisbalzo, realizzato dalla tedesca Albatros Flugzeugwerke GmbH negli anni trenta per partecipare alla Europarundflug del 1930.
L'L 100 aveva una struttura convenzionale. La fusoliera era a sezione quadrata, dotata di cabina di pilotaggio chiusa che integrava il posto di guida e due sedili per i passeggeri. Posteriormente terminava in un impennaggio classico monoderiva. L'ala era montata bassa, controventata superiormente, collegata alla fusoliera tramite una robusta struttura a V realizzata in tubi d'acciaio. Il carrello d'atterraggio era convenzionale, fisso, integrato posteriormente da un pattino d'appoggio. La propulsione era affidata ad un motore Argus As 8, a 4 cilindri in linea invertito raffreddato ad aria capace di 80 CV (60 kW).
Dopo la competizione venne acquistato nel 1932 dall'Aero Club von Deutschland.